# Barkbergsknopparna
Barkbergsknopparna är ett naturreservat i Orsa kommun i Dalarnas län.
Området är naturskyddat sedan 1989 och är 171 hektar stort. Reservatet består av tallskog och i mindre omfattning gran och lövträd.